# Edward O’Hare

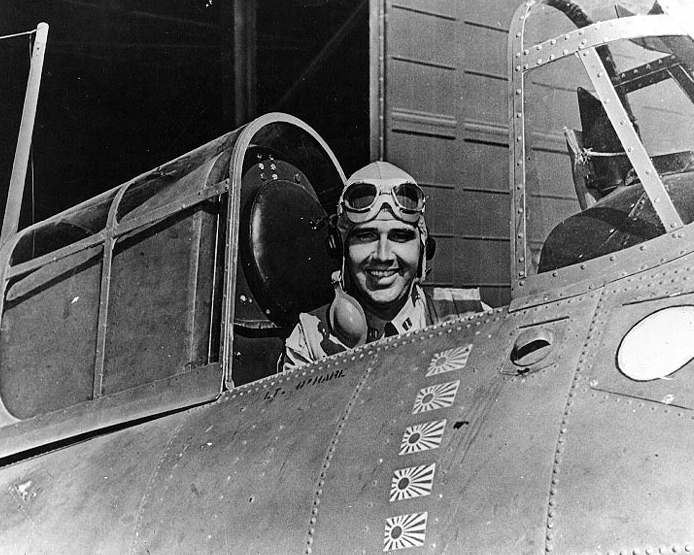
Lt. Edward „Butch“ O’Hare im Cockpit einer Grumman F4F-3 „Wildcat“ am 10. April 1942 (Naval Air Station Kaneohe/Hawaii). Das runde, weiße „Felix the Cat“-Staffelabzeichen (VF-3) wurde auf diesem Foto vom US-Fotozensor wegretuschiert.

Edward Henry „Butch“ O’Hare (* 13. März 1914 in St. Louis, Missouri; † 27. November 1943) war ein Marineoffizier der United States Navy, der im Zweiten Weltkrieg 1942 als erster Pilot der US Navy offiziell fünf Abschüsse feindlicher Flugzeuge erreichte („Flieger-Ass“) und mit dem höchsten US-Orden, der Ehrenmedaille des Kongresses, der Medal of Honor, durch Präsident Franklin D. Roosevelt ausgezeichnet wurde. O’Hare hatte im Pazifikkrieg am 20. Februar 1942 als Pilot eines Grumman F4F-Trägerjagdflugzeuges seinen Flugzeugträger Lexington erfolgreich gegen feindliche Bomber des Typ Mitsubishi G4M (Kaiserlich Japanische Marineluftstreitkräfte) verteidigt.
„Butch“ O’Hare wurde nach der Medal-of-Honor-Verleihung noch mit weiteren Orden ausgezeichnet. Im Jahr 1943 erhielt er das Distinguished Flying Cross und einen „Gold Star“ anstelle eines zweiten DFC. Nach seinem Tod erhielt er postum das Navy Cross und das Purple Heart.
Lt. Cmdr. O’Hare fiel kurz nach der Schlacht um die Gilbert-Inseln am 27. November 1943 als Pilot einer Grumman F6F bei Tarawa während des ersten Nachtjagdeinsatzes von Trägerflugzeugen der Enterprise. Die Umstände seines Todes konnten nie ganz geklärt werden. Es ist möglich, dass er durch das Feuer eines Bord-MGs eines japanischen Bombers getötet wurde, allerdings ist auch „Friendly Fire“ durch das Browning M2-Maschinengewehr eines Grumman TBF Torpedobombers nicht auszuschließen.
Die US Navy benannte einen Zerstörer O’Hare zu Ehren O’Hares, ebenso wurde O’Hare International Airport in Chicago nach ihm benannt.
Sein Vater, Eddie O’Hare senior, genannt „Easy Eddie“, war ein Anwalt und Geschäftspartner des Gangsterbosses Al Capone.
Er spielte eine entscheidende Rolle in der Steuerhinterziehungsaffäre, die Capone schließlich zum Verhängnis wurde und ihn hinter Gitter brachte. Für sein Doppelspiel mit den Behörden wurde Eddie O’Hare 1939 in seinem Wagen durch Schüsse aus einer Schrotflinte ermordet.